# 山下真里奈
山下 真里奈（やました まりな、1992年11月12日 - ）は、岐阜県高山市出身のハンドボール選手。日本ハンドボールリーグのオムロン所属。

## 経歴
東海大学時代は2013年に第1回U-22東アジア選手権の日本代表に選出された。
2014年は世界学生選手権の日本代表U-24に選出。同年の関東学生ハンドボール・秋季リーグで優秀選手賞を受賞。
2015年に日本ハンドボールリーグのオムロンへ加入。7月には第28回ユニバーシアード競技大会の日本代表に選ばれた。

## 詳細情報

### 年度別成績
| 年       | チーム   | 試合 | フィールド 得点 | 率    | 7m  | 合計 | 警告 | 退場 | 失格 |
| -------- | -------- | ---- | --------------- | ----- | --- | ---- | ---- | ---- | ---- |
| 2015-16  | オムロン | 11   | 4/6             | .667  | 0/0 | 4/6  | 1    | 0    | 0    |
| 2016-17  | オムロン | 9    | 0/1             | .000  | 0/0 | 0/1  | 0    | 0    | 0    |
| 2017-18  | オムロン | 18   | 3/3             | 1.000 | 0/0 | 3/3  | 0    | 1    | 0    |
| 2018-19  | オムロン | 9    | 0/0             | -     | 0/0 | 0/0  | 0    | 0    | 0    |
| JHL：4年 | JHL：4年 | 47   | 7/10            | .700  | 0/0 | 7/10 | 1    | 1    | 0    |

### 記録

#### 日本ハンドボールリーグ
- フィールドゴール初得点：2016年1月23日、対HC名古屋戦（総社市スポーツセンター体育館「きびじアリーナ」）[6]

## 代表歴

### 日本代表U-24
- 世界学生選手権 (2014年)
- ユニバーシアード競技大会 (2015年)

### 日本代表U-22
- U-22東アジア選手権 (2013年)

### 背番号
- 10 (2015年 - )